# Charaxes solon
Pour les articles homonymes, voir Solon (homonymie).
Espèce
Charases solon est une espèce d'insectes lépidoptères appartenant à la famille des Nymphalidae, à la sous-famille des Charaxinae et au genre Charaxes qui réside en Australasie.

## Dénomination
Charaxes solon a été nommé par Johan Christian Fabricius en 1793 sous le nom de Papilio solon 

### Sous-espèces

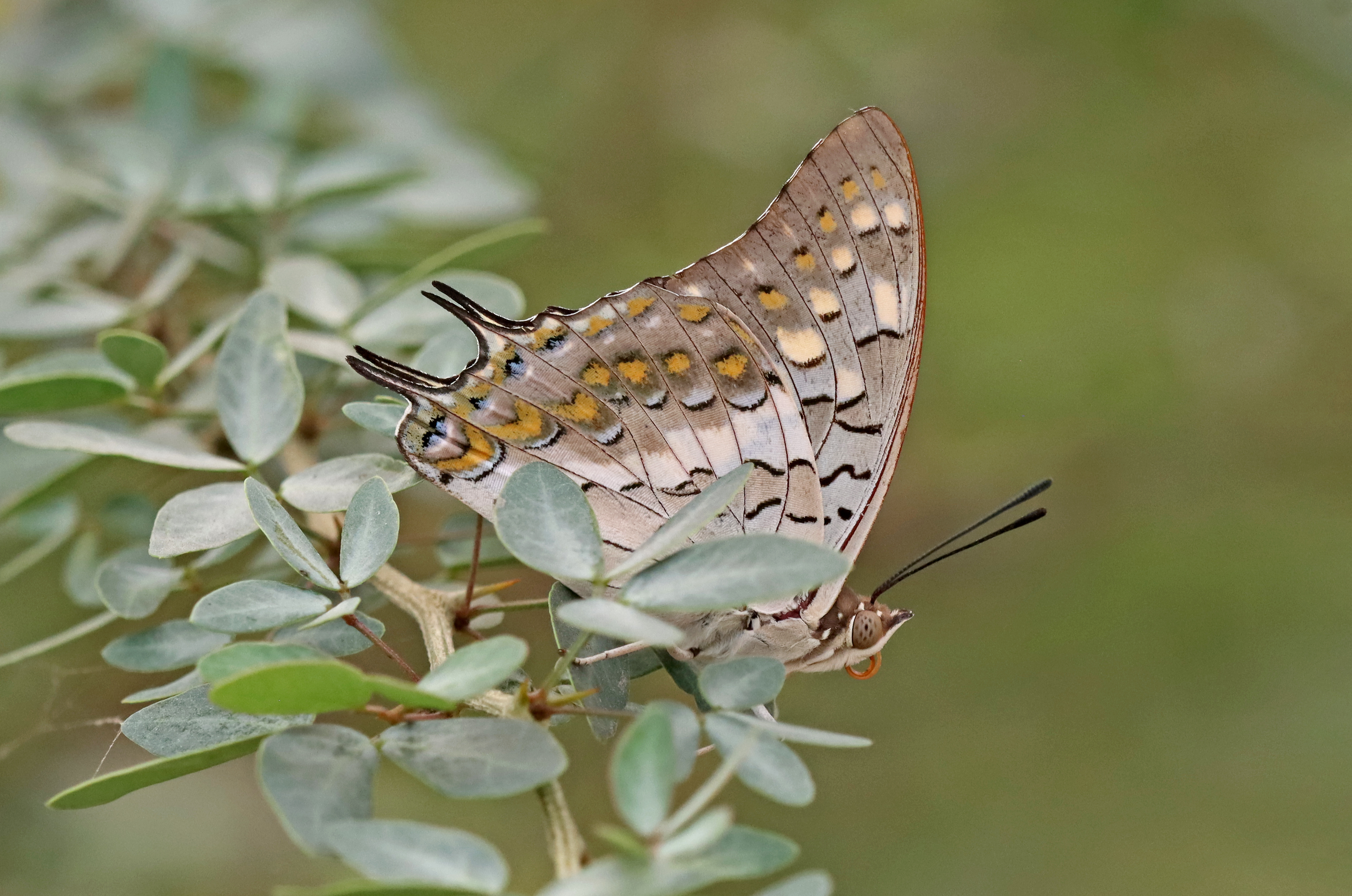
Charaxes solon solon, en Inde

- Charaxes solon solon dans le sud de l'Inde.

Synonymie pour cette sous-espèce :
Charaxes fabius fabius (Rothschild & Jordan, 1900)
- Charaxes solon catulus (Fruhstorfer, 1914)[3]
- Charaxes solon cerynthus (Fruhstorfer, 1914)[3] au Sri Lanka.
- Charaxes solon cunctator (Fruhstorfer, 1914)[4] dans toute l'Indochine.

- Charaxes solon echo (Butler, 1867)[5] en Malaisie et à Bornéo.

Synonymie pour cette sous-espèce :
Charaxes fabius echo (Rothschild & Jordan, 1898) 
- Charaxes solon hannibal (Butler, 1869)[7] au nord du Sulawesi.

Synonymie pour cette sous-espèce :
Charaxes fabius hannibal (Rothschild & Jordan, 1898) 
- Charaxes solon jordani (Fruhstorfer, 1914)[3] au sud du Sulawesi.

- Charaxes solon lampedo (Hübner, 1823) aux Philippines.

Synonymie pour cette sous-espèce :
Eriboea lampedo (Hübner, 1823) - protonyme
Charaxes zephyrus (Butler, 1869)
Charaxes lampedo (Butler,1866)
Charaxes fabius lampedo (Rothschild & Jordan, 1900) 
- Charaxes solon mangolianus (Rothschild, 1900)[13]Sula île, Indonésie[14].
- Charaxes solon orchomenus (Fruhstorfer, 1914)[3]
- Charaxes solon raidhaka (Rhé-Philipe, 1908)[15] au Bhoutan.
- Charaxes solon sumatranus (Rothschild, 1898)[16] à Sumatra.
- Charaxes solon sulphureus (Rothschild, 1900)[17] en Inde, Birmanie, en Thaïlande, au Cambodge et au Vietnam.

Synonymie pour cette sous-espèce :
Charaxes fabius sulphureus (Rothschild, 1900)

### Noms vernaculaires
Il n'y a pas de nom vernaculaire en français. Il se nomme Black Rajah en anglais, Pale Black Rajah pour Charaxes solon solon et Sulphur Black Rajah pour Charaxes solon sulphureus

## Description
Charaxes solon est un grand papillon d'une envergure de 70 à 80 mm au-dessus marron avec deux queues aux ailes postérieures, une bande discale formée de grosses taches jaune clair, et une ligne submarginale de discrètes petits points jaune clair.

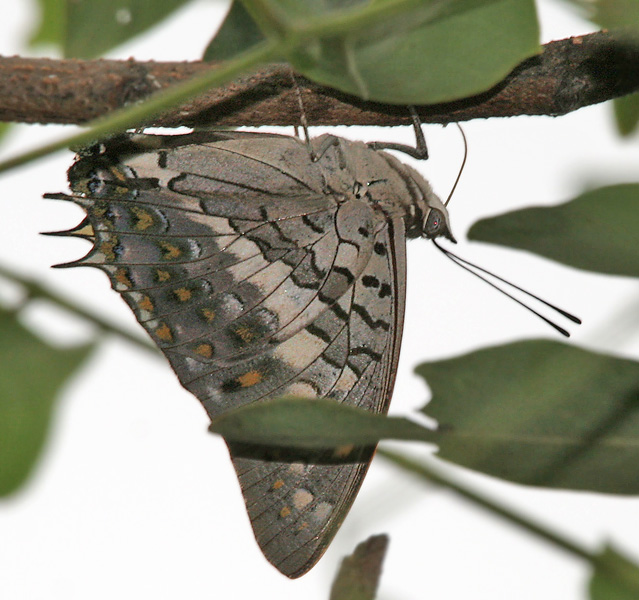
Charaxes solon en Inde

Le dessous est beige argenté.

### Chenille
La chenille est verte marquée de jaune.

## Biologie

### Plantes hôtes
Les plantes hôtes de la chenille sont des Tamarindus dont Tamarindus indica.

## Écologie et distribution
Il est présent en Asie du Sud-Est, Inde, Sri Lanka, Birmanie ainsi qu'en Malaisie, aux Philippines, au Sulawesi, à Bornéo et Sumatra

### Biotope
Il réside habituellement en altitude jusqu'à 1 950 mètres.

### Liens taxonomiques
- (en) Tree of Life Web Project : Charaxes solon
- (en) Catalogue of Life : Charaxes solon Fabricius 1793
- (en) NCBI : Charaxes solon (taxons inclus)